# Finist – dzielny sokół (film)
Finist – dzielny sokół / Baśń o Jasnym Sokole (ros. Финист – Ясный Сокол, Finist – Jasnyj Sokoł) – radziecka baśń filmowa z 1975 roku w reżyserii Giennadija Wasiljewa. Finist, zwany Jasnym Sokołem, zostaje przemieniony w potwora. Ratunkiem dla niego jest miłość niewinnej dziewczyny.

## Obsada
- Wiaczesław Woskriesienski jako Finist
- Swietłana Orłowa jako Alonuszka
- Michaił Kononow jako Jaszka
- Michaił Pugowkin jako wojewoda
- Marija Barabanowa, Glikierija Bogdanowa-Czesnokowa i Anna Stroganowa jako Staruszki Wesołuszki
- Mark Piercowski jako Kartaus
- Gieorgij Millar jako Kastriuk (sługa Kartausa)
- Ludmiła Chitiajewa jako Anfisa (żona Agafona)
- Gieorgij Wicyn jako Agafon (mąż Anfisy)
- Lew Potiomkin jako Fingał (sługa Kartausa)

## Wersja polska

### Wersja dubbingowa
Baśń o Jasnym Sokole
Reżyser dubbingu: Maria Piotrowska
Głosów użyczyli:
- Marek Barbasiewicz jako Finist
- Ewa Adamska jako Alonuszka
- Michał Szewczyk jako Jaszka
- Sławomir Misiurewicz jako wojewoda
- Lena Wilczyńska jako wesołe staruszki
- Włodzimierz Skoczylas jako Kartaus
- Zygmunt Zintel jako Kostriuk
- Barbara Wałkówna jako Anfisa
- Zbigniew Jabłoński jako Agafon, mąż Anfisy
- Włodzimierz Kwaskowski jako Fingał

Źródło:

### Wersja lektorska
Finist – dzielny sokół